# Осија Кордовски
Свети Осија (256—359) је хришћански светитељ и епископ града Кордобе у Шпанији. Имао је значајну улогу у животу цркве у првој половини 4. века.
Био је специјални изасланик цара Константина Великог у Александрији са задатком да умири аријевску јерес. Активно је учествовао на Првом васељенскм сабору и бројним локалним саборима тога времена. Председавао је Сабором у Сардици (343). године.
Пошто се успротивио свргнућу Светог Атанасија Великог, цар Констанције га је послао у тамницу, заједно са остали православним епископима. У тамници је након много мука умро 359. године.
Православна црква прославља Светог Осију 27. августа по јулијанском календару.